# Centre européen de recherche et de technologie spatiales
European Space Research and Technology Centre
Le Centre européen de recherche et de technologie spatiales (en anglais : European Space Research and Technology Centre ou ESTEC) est le centre technique de l'Agence spatiale européenne situé à Noordwijk, aux Pays-Bas.
Créé en 1968, l'ESTEC a fêté ses 50 ans en 2018.

## Description
Environ 2 500 techniciens, ingénieurs et chercheurs travaillent aux développements des techniques spatiales et à la conception d'engins spatiaux.
L'ESTEC dispose d'importantes installations pour vérifier le bon fonctionnement avant lancement des engins spatiaux : 
- HYDRA : une table vibrante hydraulique ;
- CEM : la chambre d'essais de compatibilité électromagnétique ;
- LSS : le grand simulateur spatial.

Ces systèmes ont pour but d'effectuer des essais de qualifications thermique, mécanique et acoustique.
Par exemple, le véhicule automatique de transfert européen (ATV) y a effectué ses premiers essais sur HYDRA en 2003 et le premier satellite météorologique européen en orbite polaire (MetOp-2) a subi une série de tests dans le LSS en novembre 2003.